# Turn- und Sportverein München von 1860 2004-2005
Questa voce raccoglie le informazioni riguardanti il Turn- und Sportverein München von 1860 nelle competizioni ufficiali della stagione 2004-2005.

## Stagione
Nella stagione 2004-2005 il Monaco 1860, allenato da Rudolf Bommer e Reiner Maurer, concluse il campionato di 2. Bundesliga al 4º posto. In Coppa di Germania il Monaco 1860 fu eliminato al secondo turno dall'Eintracht Treviri.

## Rosa
| N. |                                | Ruolo | Calciatore           |
| -- | ------------------------------ | ----- | -------------------- |
| 1  | Germania (bandiera)            | P     | Michael Hofmann      |
| 2  | Nigeria (bandiera)             | C     | Pascal Ojigwe        |
| 3  | Svizzera (bandiera)            | D     | Rémo Meyer           |
| 4  | Paesi Bassi (bandiera)         | D     | Quido Lanzaat        |
| 5  | Serbia e Montenegro (bandiera) | D     | Slobodan Komljenović |
| 6  | Rep. Ceca (bandiera)           | C     | Roman Týce           |
| 7  | Brasile (bandiera)             | D     | Rodrigo Costa        |
| 8  | Cina (bandiera)                | C     | Shao Jiayi           |
| 10 | Germania (bandiera)            | C     | Karlheinz Pflipsen   |
| 11 | Rep. Ceca (bandiera)           | A     | Michał Kolomazník    |
| 12 | Germania (bandiera)            | P     | Timo Ochs            |
| 13 | Austria (bandiera)             | C     | Harald Cerny         |
| 14 | Germania (bandiera)            | C     | Marco Gebhardt       |
| 16 | Germania (bandiera)            | C     | Christian Holzer     |

| N. |                                | Ruolo | Calciatore         |
| -- | ------------------------------ | ----- | ------------------ |
| 17 | Germania (bandiera)            | A     | Emmanuel Krontiris |
| 18 | Australia (bandiera)           | A     | Paul Agostino      |
| 19 | Germania (bandiera)            | C     | Matthias Lehmann   |
| 21 | Turchia (bandiera)             | D     | Erol Bulut         |
| 22 | Austria (bandiera)             | P     | Thomas Gebauer     |
| 23 | Serbia e Montenegro (bandiera) | A     | Nemanja Vučićević  |
| 24 | Germania (bandiera)            | C     | Daniel Baier       |
| 26 | Germania (bandiera)            | D     | Patrick Milchraum  |
| 28 | Russia (bandiera)              | C     | Denis Bushuev      |
| 29 | Germania (bandiera)            | D     | Stefan Frühbeis    |
| 30 | Polonia (bandiera)             | D     | Łukasz Szukała     |
| 32 | Germania (bandiera)            | C     | Thomas Wörle       |
| 33 | Sudafrica (bandiera)           | C     | Lance Davids       |
| 35 | Germania (bandiera)            | C     | Marcel Schäfer     |

## Organigramma societario
Area tecnica
- Allenatore: Reiner Maurer
- Allenatore in seconda: Bernhard Trares
- Preparatore dei portieri: Peter Sirch, Jürgen Wittmann
- Preparatori atletici:

## Calciomercato

### Sessione estiva
| Acquisti | Acquisti             | Acquisti             | Acquisti |
| R.       | Nome                 | da                   | Modalità |
| -------- | -------------------- | -------------------- | -------- |
| D        | Erol Bulut           | Bursaspor            |          |
| C        | Denis Bushuev        | RW Oberhausen        |          |
| D        | Stefan Frühbeis      | Wacker Burghausen    |          |
| P        | Thomas Gebauer       | TSV Aindling         |          |
| C        | Marco Gebhardt       | Energie Cottbus      |          |
| A        | Michał Kolomazník    | Jahn Ratisbona       |          |
| D        | Slobodan Komljenović | Wacker Burghausen    |          |
| A        | Emmanuel Krontiris   | Alemannia Aquisgrana |          |
| D        | Quido Lanzaat        | Alemannia Aquisgrana |          |
| D        | Patrick Milchraum    | Kickers Stoccarda    |          |
| P        | Timo Ochs            | Osnabrück            |          |
| C        | Pascal Ojigwe        | Borussia M'gladbach  |          |
| C        | Karlheinz Pflipsen   | Alemannia Aquisgrana |          |
| D        | Łukasz Szukała       | Metz                 |          |

| Cessioni | Cessioni             | Cessioni              | Cessioni |
| R.       | Nome                 | da                    | Modalità |
| -------- | -------------------- | --------------------- | -------- |
| A        | Francis Kioyo        | Rot-Weiss Essen       |          |
| D        | Fernando Santos      | Austria Vienna        |          |
| D        | Andreas Görlitz      | Bayern Monaco         |          |
| D        | Torben Hoffmann      | Eintracht Francoforte |          |
| D        | Christoph Janker     | Monaco 1860 II        |          |
| D        | Joe Kendrick         | Darlington            |          |
| A        | Benjamin Lauth       | Amburgo               |          |
| P        | André Lenz           | Wolfsburg             |          |
| D        | Janne Saarinen       | Copenaghen            |          |
| A        | Markus Schroth       | Norimberga            |          |
| C        | Danny Schwarz        | Karlsruhe             |          |
| D        | Martin Stranzl       | Stoccarda             |          |
| C        | Markus Weissenberger | Eintracht Francoforte |          |

### Sessione invernale
| Acquisti | Acquisti | Acquisti | Acquisti |
| R.       | Nome     | da       | Modalità |
| -------- | -------- | -------- | -------- |

| Cessioni | Cessioni           | Cessioni  | Cessioni |
| R.       | Nome               | da        | Modalità |
| -------- | ------------------ | --------- | -------- |
| A        | Christophe Lepoint | Willem II |          |

## Risultati

### 2. Bundesliga

#### Girone di andata
| Arbitro: | Gräfe |

|                                    |           |                                     |
| Pflipsen 33’ (rig.) Kolomazník 42’ | Marcatori | 13’ Šukalo 67’ von Walsleben-Schied |

| Arbitro: | Schriever |

|                               |           |                |
| Juskowiak 15’ Helbig 35’, 77’ | Marcatori | 18’ Kolomazník |

| Arbitro: | Kircher |

|                             |           |  |
| Gebhardt 32’ Kolomazník 53’ | Marcatori |  |

| Erfurt 13 settembre 2004, ore 20:15 CEST 4ª giornata | Rot-Weiß Erfurt | 0 – 0 referto | Monaco 1860 | Steigerwaldstadion (15 000 spett.)\| Arbitro: \| Jansen \| |
| Arbitro:                                             | Jansen          |               |             |                                                            |

| Arbitro: | Trautmann |

|               |           |  |
| Krontiris 72’ | Marcatori |  |

| Arbitro: | Schmidt |

|           |           |               |
| Thurk 73’ | Marcatori | 31’ Krontiris |

| Arbitro: | Meyer |

|                              |           |                                                   |
| Kolomazník 29’ Krontiris 60’ | Marcatori | 28’ Kazior 80’ Krejčí 84’ Bonimeier 90’ Reisinger |

| Arbitro: | Kinhöfer |

|              |           |                                  |
| van Lent 56’ | Marcatori | 5’ Kolomazník 45’ (rig.) Lehmann |

| Arbitro: | Drees |

|          |           |            |
| Shao 63’ | Marcatori | 33’ Männer |

| Arbitro: | Wagner |

|                       |           |  |
| Podolski 3’ Voigt 39’ | Marcatori |  |

| Arbitro: | Fröhlich |

|                        |           |  |
| Agostino 64’ Bulut 83’ | Marcatori |  |

| Arbitro: | Winkmann |

|                                           |           |             |
| Benčík 3’ Diane 13’ Hagner 78’ Örtülü 85’ | Marcatori | 24’ Lehmann |

| Arbitro: | Kemmling |

|                                             |           |            |
| Kolomazník 21’, 27’, 56’ Týce 33’ Baier 63’ | Marcatori | 72’ Tokody |

| Essen 24 novembre 2004, ore 18:30 CET 14ª giornata | Rot-Weiss Essen | 0 – 0 referto | Monaco 1860 | Georg-Melches-Stadion (13 400 spett.)\| Arbitro: \| Pickel \| |
| Arbitro:                                           | Pickel          |               |             |                                                               |

| Arbitro: | Kircher |

|                                                             |           |          |
| Rolfes 23’ Klitzpera 28’ Meijer 38’ Michalke 62’ Stehle 75’ | Marcatori | 10’ Shao |

| Arbitro: | Gräfe |

|                             |           |                   |
| Lehmann 76’ (rig.) Týce 80’ | Marcatori | 59’ (rig.) Rösler |

| Arbitro: | Frank |

|           |           |  |
| Bella 24’ | Marcatori |  |

#### Girone di ritorno
| Arbitro: | Trautmann |

|                          |           |              |
| von Walsleben-Schied 63’ | Marcatori | 74’ Agostino |

| Arbitro: | Merk |

|                |           |  |
| Kolomazník 15’ | Marcatori |  |

| Arbitro: | Seemann |

|                        |           |                                   |
| Keller 50’ Peković 70’ | Marcatori | 65’ (rig.) Lehmann 67’ Kolomazník |

| Arbitro: | Stachowiak |

|                                               |           |                   |
| Lehmann 5’ (rig.) Agostino 82’ Kolomazník 90’ | Marcatori | 49’ Koumantarakis |

| Arbitro: | Fröhlich |

|  |           |          |
|  | Marcatori | 78’ Týce |

| Arbitro: | Rafati |

|               |           |  |
| Milchraum 66’ | Marcatori |  |

| Arbitro: | Kemmling |

|  |           |                                         |
|  | Marcatori | 11’ Kolomazník 58’ Agostino 82’ Schäfer |

| Arbitro: | Weiner |

|                                 |           |              |
| Milchraum 6’ Lehmann 49’ (rig.) | Marcatori | 43’ van Lent |

| Arbitro: | Schriever |

|            |           |              |
| Saenko 74’ | Marcatori | 89’ Agostino |

| Monaco di Baviera 3 aprile 2005, ore 15:00 CEST 27ª giornata | Monaco 1860 | 0 – 0 referto | Colonia | Stadio Olimpico (40 200 spett.)\| Arbitro: \| Kinhöfer \| |
| Arbitro:                                                     | Kinhöfer    |               |         |                                                           |

| Arbitro: | Scheppe |

|  |           |                                                          |
|  | Marcatori | 7’ (aut.) Kukiełka 14’ Costa 28’ Gebhardt 73’ Kolomazník |

| Arbitro: | Pickel |

|             |           |            |
| Agostino 4’ | Marcatori | 89’ Örtülü |

| Oberhausen 24 aprile 2005, ore 15:00 CEST 30ª giornata | RW Oberhausen | 0 – 0 referto | Monaco 1860 | Niederrheinstadion (5 204 spett.)\| Arbitro: \| Walz \| |
| Arbitro:                                               | Walz          |               |             |                                                         |

| Monaco di Baviera 1º maggio 2005, ore 15:00 CEST 31ª giornata | Monaco 1860 | 0 – 0 referto | Rot-Weiss Essen | Stadion an der Grünwalder Straße (15 000 spett.)\| Arbitro: \| Merk \| |
| Arbitro:                                                      | Merk        |               |                 |                                                                        |

| Arbitro: | Weiner |

|                                            |           |  |
| Milchraum 24’ Vučićević 60’ Kolomazník 63’ | Marcatori |  |

| Arbitro: | Kircher |

|               |           |                                           |
| Ruman 2’, 78’ | Marcatori | 16’ Milchraum 50’ Kolomazník 79’ Agostino |

| Arbitro: | Gagelmann |

|                                |           |                                             |
| Schäfer 12’ Meyer 30’ Shao 68’ | Marcatori | 24’, 56’ Ašanin 25’ N'Diaye 71’ Mikolajczak |

### Coppa di Germania
| Arbitro: | Rafati |

|                    |           |                        |
| Huppert 20’ (rig.) | Marcatori | 35’ Kioyo 85’ Agostino |

| Arbitro: | Kempter |

|                                             |                      |                                         |
| Pflipsen Krontiris Schäfer Lehmann Gebhardt | Tiri di rigore 3 – 4 | Pelzer Keller Mamić Siradze Patschinski |

## Statistiche

### Statistiche di squadra
| Competizione      | Punti | In casa | In casa | In casa | In casa | In casa | In casa | In trasferta | In trasferta | In trasferta | In trasferta | In trasferta | In trasferta | Totale | Totale | Totale | Totale | Totale | Totale | DR  |
| Competizione      | Punti | G       | V       | N       | P       | Gf      | Gs      | G            | V            | N            | P            | Gf           | Gs           | G      | V      | N      | P      | Gf     | Gs     | DR  |
| ----------------- | ----- | ------- | ------- | ------- | ------- | ------- | ------- | ------------ | ------------ | ------------ | ------------ | ------------ | ------------ | ------ | ------ | ------ | ------ | ------ | ------ | --- |
| 2. Bundesliga     | 57    | 17      | 10      | 5       | 2       | 31      | 16      | 17           | 5            | 7            | 5            | 21           | 23           | 34     | 15     | 12     | 7      | 52     | 39     | +13 |
| Coppa di Germania | -     | 1       | 0       | 1       | 0       | 0       | 0       | 1            | 1            | 0            | 0            | 2            | 1            | 2      | 1      | 1      | 0      | 2      | 1      | +1  |
| Totale            | 57    | 18      | 10      | 6       | 2       | 31      | 16      | 18           | 6            | 7            | 5            | 23           | 24           | 36     | 16     | 13     | 7      | 54     | 40     | +14 |

### Andamento in campionato
| Giornata  | 1 | 2  | 3 | 4  | 5 | 6 | 7  | 8 | 9 | 10 | 11 | 12 | 13 | 14 | 15 | 16 | 17 | 18 | 19 | 20 | 21 | 22 | 23 | 24 | 25 | 26 | 27 | 28 | 29 | 30 | 31 | 32 | 33 | 34 |
| --------- | - | -- | - | -- | - | - | -- | - | - | -- | -- | -- | -- | -- | -- | -- | -- | -- | -- | -- | -- | -- | -- | -- | -- | -- | -- | -- | -- | -- | -- | -- | -- | -- |
| Luogo     | C | T  | C | T  | C | T | C  | T | C | T  | C  | T  | C  | T  | T  | C  | T  | T  | C  | T  | C  | T  | C  | T  | C  | T  | C  | T  | C  | T  | C  | C  | T  | C  |
| Risultato | N | P  | V | N  | V | N | P  | V | N | P  | V  | P  | V  | N  | P  | V  | P  | N  | V  | N  | V  | V  | V  | V  | V  | N  | N  | V  | N  | N  | N  | V  | V  | P  |
| Posizione | 5 | 15 | 9 | 10 | 6 | 7 | 10 | 6 | 7 | 9  | 7  | 10 | 6  | 6  | 8  | 7  | 9  | 9  | 7  | 8  | 8  | 6  | 5  | 5  | 4  | 4  | 4  | 3  | 4  | 4  | 5  | 4  | 4  | 4  |

Legenda:

Luogo: C = Casa; T = Trasferta. Risultato: V = Vittoria; N = Pareggio; P = Sconfitta.

### Statistiche dei giocatori
| Giocatore      | 2. Bundesliga | 2. Bundesliga | 2. Bundesliga | 2. Bundesliga | Coppa di Germania | Coppa di Germania | Coppa di Germania | Coppa di Germania | Totale   | Totale | Totale      | Totale     |
| Giocatore      | Presenze      | Reti          | Ammonizioni   | Espulsioni    | Presenze          | Reti              | Ammonizioni       | Espulsioni        | Presenze | Reti   | Ammonizioni | Espulsioni |
| -------------- | ------------- | ------------- | ------------- | ------------- | ----------------- | ----------------- | ----------------- | ----------------- | -------- | ------ | ----------- | ---------- |
| P. Agostino    | 31            | 7             | 3             | 0             | 2                 | 1                 | 1                 | 0                 | 33       | 8      | 4           | 0          |
| D. Baier       | 30            | 1             | 4             | 0             | 2                 | 0                 | 0                 | 0                 | 32       | 1      | 4           | 0          |
| E. Bulut       | 10            | 1             | 1             | 0             | 1                 | 0                 | 0                 | 0                 | 11       | 1      | 1           | 0          |
| D. Bushuev     | 0             | 0             | 0             | 0             | 0                 | 0                 | 0                 | 0                 | 0        | 0      | 0           | 0          |
| H. Cerny       | 15            | 0             | 3             | 0             | 1                 | 0                 | 1                 | 0                 | 16       | 0      | 4           | 0          |
| R. Costa       | 31            | 1             | 7             | 2             | 2                 | 0                 | 2                 | 0                 | 33       | 1      | 9           | 2          |
| L. Davids      | 9             | 0             | 0             | 0             | 0                 | 0                 | 0                 | 0                 | 9        | 0      | 0           | 0          |
| S. Frühbeis    | 7             | 0             | 1             | 0             | 0                 | 0                 | 0                 | 0                 | 7        | 0      | 1           | 0          |
| T. Gebauer     | 0             | 0             | 0             | 0             | 0                 | 0                 | 0                 | 0                 | 0        | 0      | 0           | 0          |
| M. Gebhardt    | 27            | 2             | 2             | 0             | 1                 | 0                 | 0                 | 0                 | 28       | 2      | 2           | 0          |
| M. Hofmann     | 20            | 0             | 0             | 0             | 1                 | 0                 | 0                 | 0                 | 21       | 0      | 0           | 0          |
| C. Holzer      | 0             | 0             | 0             | 0             | 0                 | 0                 | 0                 | 0                 | 0        | 0      | 0           | 0          |
| F. Kioyo       | 1             | 0             | 0             | 0             | 1                 | 1                 | 0                 | 0                 | 2        | 1      | 0           | 0          |
| M. Kolomazník  | 34            | 15            | 2             | 0             | 1                 | 0                 | 0                 | 0                 | 35       | 15     | 2           | 0          |
| S. Komljenović | 26            | 0             | 2             | 0             | 2                 | 0                 | 1                 | 0                 | 28       | 0      | 3           | 0          |
| E. Krontiris   | 17            | 3             | 2             | 0             | 1                 | 0                 | 0                 | 0                 | 18       | 3      | 2           | 0          |
| Q. Lanzaat     | 16            | 0             | 3             | 0             | 0                 | 0                 | 0                 | 0                 | 16       | 0      | 3           | 0          |
| M. Lehmann     | 32            | 6             | 6             | 1             | 2                 | 0                 | 0                 | 0                 | 34       | 6      | 6           | 1          |
| C. Lepoint     | 8             | 0             | 1             | 0             | 0                 | 0                 | 0                 | 0                 | 8        | 0      | 1           | 0          |
| R. Meyer       | 19            | 1             | 6             | 0             | 2                 | 0                 | 0                 | 0                 | 21       | 1      | 6           | 0          |
| P. Milchraum   | 16            | 4             | 2             | 0             | 0                 | 0                 | 0                 | 0                 | 16       | 4      | 2           | 0          |
| T. Ochs        | 14            | 0             | 1             | 0             | 1                 | 0                 | 0                 | 0                 | 15       | 0      | 1           | 0          |
| P. Ojigwe      | 1             | 0             | 0             | 0             | 1                 | 0                 | 0                 | 0                 | 2        | 0      | 0           | 0          |
| K. Pflipsen    | 9             | 1             | 2             | 0             | 2                 | 0                 | 0                 | 0                 | 11       | 1      | 2           | 0          |
| M. Schäfer     | 27            | 2             | 3             | 0             | 1                 | 0                 | 1                 | 0                 | 28       | 2      | 4           | 0          |
| J. Shao        | 16            | 3             | 4             | 0             | 0                 | 0                 | 0                 | 0                 | 16       | 3      | 4           | 0          |
| Ł. Szukała     | 18            | 0             | 2             | 0             | 0                 | 0                 | 0                 | 0                 | 18       | 0      | 2           | 0          |
| R. Týce        | 24            | 3             | 10            | 1             | 1                 | 0                 | 0                 | 0                 | 25       | 3      | 10          | 1          |
| N. Vučićević   | 10            | 1             | 2             | 0             | 0                 | 0                 | 0                 | 0                 | 10       | 1      | 2           | 0          |
| T. Wörle       | 0             | 0             | 0             | 0             | 0                 | 0                 | 0                 | 0                 | 0        | 0      | 0           | 0          |